# Гаркавенко Анатолій Олександрович
Анато́лій Олекса́ндрович Гарка́венко (нар. 29 грудня 1990 — пом. 30 січня 2016) — солдат Збройних сил України, учасник російсько-української війни.

## Життєпис
Народився 29 грудня 1990 року в Делятині Надвірнянського району (Івано-Франківська область).
У часі війни — солдат, кулеметник 2-го відділення 2-го взводу 1-ї механізованої роти 1-го механізованого батальйону 93-ї окремої механізованої бригади.
Воював у рядах ДУК «Правий сектор», батальйоні «ОУН». Підписав контракт — коли підрозділ ОУН увійшов до складу 93-ї бригади; зарахований на посаду кулеметника, власне виконував завдання як сапер та стрілець-снайпер. Брав участь у боях за Піски, був у інших бойових точках на Донбасі.
30 січня 2016 року в післяобідній порі поблизу шахти «Путилівська» («Бутівка-Донецька») троє бійців під час виконання бойового завдання з розмінування-мінування в лісосмузі натрапили на «розтяжку». Анатолій загинув внаслідок підриву між Авдіївкою та селом Спартак — зазнав осколкових поранень, несумісних з життям.
Відбулося прощання у Києві та Івано-Франківську, 3 лютого 2016 року похований у Делятині.
Без Анатолія лишилися мама, сестра й наречена, з якою познайомився на війні — журналістка «Українського тижня» Лєра Бурлакова.

## Нагороди та вшанування
- Указом Президента України № 306/2016 від 20 липня 2016 року, «за особисту мужність і високий професіоналізм, виявлені у захисті державного суверенітету та територіальної цілісності України, вірність військовій присязі», нагороджений орденом «За мужність» III ступеня (посмертно)[1].
- Нагороджений відзнакою ДУК ПС «Бойовий Хрест Корпусу» (посмертно)[2].
- У березні 2017 року на фасаді Делятинської ЗОШ № 1 (вул. 16 липня, 261), де навчався Анатолій, йому встановлено меморіальну дошку[3][4].
- 14 жовтня 2020 року в смт Делятині всередині каплиці борцям за волю України відкрито меморіальну дошку Анатолію Гаркавенку[5].
- Вшановується в меморіальному комплексі «Зала пам'яті», в щоденному ранковому церемоніалі 30 січня[6][7].